# Parafia św. Michała Archanioła w Ropie
Parafia pw. Świętego Michała Archanioła w Ropie – parafia rzymskokatolicka znajdująca się w diecezji tarnowskiej w dekanacie Ropa.
Mieści się pod numerem 227. Prowadzą ją księża diecezjalni.
Parafia została powołana do istnienia prawdopodobnie w 2 poł. XIV wieku. Pierwsza wzmianka dotycząca kościoła pochodzi z roku 1513. Powstała parafia Ropa graniczyła z najstarszymi parafiami rzymskokatolickimi; Szymbark (parafia powstała około 1359 roku) i Grybów (około 1340 roku). Natomiast pozostałe tereny to tzw. teren Łemkowskimi, gdzie rozciągały się parafie greckokatolickie.
Rolę kościoła parafialnego pełnił kościół św. Michała Archanioła (wzniesiony w 1761 r.). Od 1995 r. kościołem parafialnym stała się nowo wybudowana świątynia pw. Matki Bożej Wspomożenia Wiernych (wzniesiona 1982-1990). 22 czerwca 1983 r. Jan Paweł II poświęcił kamień węgielny dla tej świątyni a wmurowania dokonał biskup tarnowski Jerzy Ablewicz 29 września 1985 r. Ówczesny biskup tarnowski Józef Życiński 31 maja 1995 r. dokonał poświęcenie i konsekracji kościoła.
Parafia Ropa od 1 listopada 1998 roku jest stolicą dekanatu ropskiego. 

## Proboszczowie[3]
- ks. Stanisław Porębski (2010 - obecnie)
- ks. Franciszek Wideł (1979-2010)
- ks. Zdzisław Lisowski (1977-1979)
- ks. Kazimierz Górszczyk (1954-1977)
- ks. Adam Wawrzykowski (1918-1954)
- ks. Jan Łuszczki (1889-1917)
- ks. Ignacy Kozłowski (1865-1888)
- ks. Jan Kopystyński (1847-1864)
- ks. Kazimierz Sitowski (1834-1847)
- ks. Franciszek Bartman (administrator)
- ks. Wawrzyniec Barzycki (1814-1830)
- ks. Jan Baliszewski (1800-1813)
- ks. Kazimierz May (1795-1799)
- ks. Mateusz Górecki (1789-1794)
- ks. Józef Kubiński (1784-1787)